# Copa América de 2024 – Grupo B
O Grupo B da Copa América de 2024 foi um dos quatro grupos do principal torneio de futebol para seleções masculinas que representam países da América do Sul organizado pela CONMEBOL. O torneio também inclui equipes convidadas da região da CONCACAF, que compreende a América do Norte, Central e Caribe, que se classificaram através da Liga das Nações da CONCACAF de 2023–24.

## Formato
O grupo foi formado por México da CONCACAF, Equador e Venezuela, ambos da CONMEBOL e Jamaica da CONCACAF. O sorteio dos grupos foi realizado no dia 7 de dezembro de 2023, com a Argentina sendo previamente colocada no grupo como cabeça. As partidas do Grupo A, que incluía a partida de abertura do torneio entre Argentina e Canadá, aconteceram de 20 a 29 de junho em seis locais em seis cidades dos Estados Unidos.
As duas melhores equipes, após um round-robin de três partidas por equipe, avançaram para as quartas de final.

## Classificação
| Pos | Equipe    | Pts | J | V | E | D | GP | GC | SG | Classificado     |
| --- | --------- | --- | - | - | - | - | -- | -- | -- | ---------------- |
| 1   | Venezuela | 9   | 3 | 3 | 0 | 0 | 6  | 1  | +5 | Quartas de final |
| 2   | Equador   | 4   | 3 | 1 | 1 | 1 | 4  | 3  | +1 | Quartas de final |
| 3   | México    | 4   | 3 | 1 | 1 | 1 | 1  | 1  | 0  | Eliminado        |
| 4   | Jamaica   | 0   | 3 | 0 | 0 | 3 | 1  | 7  | −6 | Eliminado        |

Nas quartas de final:
- O primeiro colocado do Grupo B avançam para enfrentar o vice-colocado do Grupo A.
- O vice-colocado do Grupo B avançam para enfrentar o primeiro colocado do Grupo A.

## Partidas

### Equador x Venezuela
| 22 de junho   | Equador       | 1 – 2             | Venezuela             | Levi's Stadium, Santa Clara                |
| 15:00 (UTC−7) | Sarmiento 40' | CONMEBOL CONCACAF | Cádiz 64' · Bello 74' | Público: 29 864 Árbitro: COL Wilmar Roldán |

| '' | Equador | Venezuela | '' |

| GK                | 22 | Alexander Domínguez |       |     |
| RB                | 17 | Ángelo Preciado     |       |     |
| CB                | 2  | Félix Torres        |       |     |
| CB                | 6  | Willian Pacho       |       |     |
| LB                | 3  | Piero Hincapié      |       |     |
| CM                | 21 | Alan Franco         |       | 79' |
| CM                | 23 | Moisés Caicedo      |       |     |
| RW                | 9  | John Yeboah         |       | 35' |
| AM                | 10 | Kendry Páez         | 45+1' | 79' |
| LW                | 16 | Jeremy Sarmiento    | 29'   | 62' |
| CF                | 13 | Enner Valencia      | 22'   |     |
| Substituições:    |    |                     |       |     |
| FW                | 11 | Kevin Rodríguez     |       | 35' |
| MF                | 8  | Carlos Gruezo       |       | 62' |
| FW                | 14 | Alan Minda          |       | 79' |
| FW                | 19 | Jordy Caicedo       |       | 79' |
| Treinador:        |    |                     |       |     |
| Félix Sánchez Bas |    |                     |       |     |

| GK               | 22 | Rafael Romo           |       |       |
| RB               | 21 | Alexander González    |       |       |
| CB               | 2  | Nahuel Ferraresi      |       |       |
| CB               | 3  | Yordan Osorio         |       |       |
| LB               | 15 | Miguel Navarro        |       |       |
| CM               | 13 | José Andrés Martínez  |       |       |
| CM               | 6  | Yangel Herrera        |       | 90+2' |
| RW               | 11 | Darwin Machís         | 31'   | 46'   |
| AM               | 18 | Cristian Cásseres Jr. | 45+3' | 46'   |
| LW               | 10 | Yeferson Soteldo      |       | 84'   |
| CF               | 23 | Salomón Rondón        |       | 84'   |
| Substituições:   |    |                       |       |       |
| FW               | 9  | Jhonder Cádiz         |       | 46'   |
| MF               | 25 | Eduard Bello          |       | 46'   |
| MF               | 7  | Jefferson Savarino    |       | 84'   |
| FW               | 19 | Eric Ramírez          |       | 84'   |
| MF               | 8  | Tomás Rincón          |       | 90+2' |
| Treinador:       |    |                       |       |       |
| Fernando Batista |    |                       |       |       |

| Homem do Jogo: Salomón Rondón Bandeirinhas: Alexander Guzmán Jhon León Quarto árbitro: Kevin Ortega Quinto árbitro: Michael Orué Árbitro assistente de vídeo: Juan Lara Árbitros assistentes de árbitro de vídeo: Edson Cisternas |

### México x Jamaica
| 22 de junho   | México      | 1 – 0             | Jamaica | NRG Stadium, Houston                       |
| 20:00 (UTC−5) | Arteaga 69' | CONMEBOL CONCACAF |         | Público: 53 763 Árbitro: USA Ismail Elfath |

| '' | México | Jamaica | '' |

| GK             | 1  | Julio González     |  |     |
| RB             | 2  | Jorge Sánchez      |  |     |
| CB             | 3  | César Montes       |  |     |
| CB             | 5  | Johan Vásquez      |  |     |
| LB             | 6  | Gerardo Arteaga    |  |     |
| CM             | 4  | Edson Álvarez      |  | 30' |
| CM             | 24 | Luis Chávez        |  | 78' |
| RW             | 15 | Uriel Antuna       |  | 78' |
| AM             | 17 | Orbelín Pineda     |  | 68' |
| LW             | 9  | Julián Quiñones    |  |     |
| CF             | 11 | Santiago Giménez   |  | 68' |
| Substituições: |    |                    |  |     |
| MF             | 7  | Luis Romo          |  | 30' |
| FW             | 22 | Guillermo Martínez |  | 68' |
| MF             | 8  | Carlos Rodríguez   |  | 68' |
| MF             | 25 | Roberto Alvarado   |  | 78' |
| MF             | 14 | Érick Sánchez      |  | 78' |
| Treinador:     |    |                    |  |     |
| Jaime Lozano   |    |                    |  |     |

| GK                  | 23 | Jahmali Waite        |  |     |
| CB                  | 6  | Di'Shon Bernard      |  | 68' |
| CB                  | 15 | Joel Latibeaudiere   |  |     |
| CB                  | 5  | Ethan Pinnock        |  |     |
| RM                  | 2  | Dexter Lembikisa     |  |     |
| CM                  | 10 | Bobby Decordova-Reid |  | 81' |
| CM                  | 14 | Kasey Palmer         |  |     |
| LM                  | 22 | Greg Leigh           |  |     |
| AM                  | 11 | Shamar Nicholson     |  |     |
| AM                  | 7  | Demarai Gray         |  | 68' |
| CF                  | 9  | Michail Antonio      |  | 81' |
| Substituições:      |    |                      |  |     |
| DF                  | 17 | Damion Lowe          |  | 68' |
| DF                  | 3  | Michael Hector       |  | 68' |
| FW                  | 20 | Renaldo Cephas       |  | 81' |
| FW                  | 8  | Kaheim Dixon         |  | 81' |
| Treinador:          |    |                      |  |     |
| Heimir Hallgrímsson |    |                      |  |     |

| Homem do Jogo: Gerardo Arteaga Bandeirinhas: Corey Parker Kyle Atkins Quarto árbitro: Tori Penso Quinto árbitro: Brooke Mayo Árbitro assistente de vídeo: Armando Villarreal Árbitros assistentes de árbitro de vídeo: Tatiana Guzmán |

### Equador x Jamaica
| 26 de junho   | Equador                                       | 3 – 1             | Jamaica     | Allegiant Stadium, Las Vegas                |
| 15:00 (UTC−7) | Hincapié 13' · Páez 45+4' (pen) · Minda 90+1' | CONMEBOL CONCACAF | Antonio 54' | Público: 24 074 Árbitro: CHI Cristián Garay |

| '' | Ecuador | Jamaica | '' |

| GK             | 22 | Alexander Domínguez |  |       |
| RB             | 17 | Ángelo Preciado     |  |       |
| CB             | 2  | Félix Torres        |  |       |
| CB             | 6  | Willian Pacho       |  |       |
| LB             | 3  | Piero Hincapié      |  |       |
| CM             | 21 | Alan Franco         |  |       |
| CM             | 23 | Moisés Caicedo      |  |       |
| RW             | 9  | John Yeboah         |  | 64'   |
| AM             | 10 | Kendry Páez         |  | 88'   |
| LW             | 16 | Jeremy Sarmiento    |  | 90+5' |
| CF             | 11 | Kevin Rodríguez     |  | 87'   |
| Substituições: |    |                     |  |       |
| MF             | 14 | Alan Minda          |  | 64'   |
| FW             | 19 | Jordy Caicedo       |  | 87'   |
| MF             | 8  | Carlos Gruezo       |  | 88'   |
| MF             | 20 | Janner Corozo       |  | 90+5' |
| Treinador:     |    |                     |  |       |
| Félix Sánchez  |    |                     |  |       |

| GK                  | 23 | Jahmali Waite        |       |     |
| CB                  | 6  | Di'Shon Bernard      |       | 46' |
| CB                  | 15 | Joel Latibeaudiere   | 80'   | 83' |
| CB                  | 5  | Ethan Pinnock        |       |     |
| RM                  | 2  | Dexter Lembikisa     |       | 90' |
| CM                  | 17 | Damion Lowe          | 39'   | 46' |
| CM                  | 14 | Kasey Palmer         |       |     |
| LM                  | 22 | Greg Leigh           |       |     |
| AM                  | 11 | Shamar Nicholson     |       | 83' |
| AM                  | 10 | Bobby Decordova-Reid |       |     |
| CF                  | 9  | Michail Antonio      |       |     |
| Substituições:      |    |                      |       |     |
| FW                  | 7  | Demarai Gray         |       | 46' |
| DF                  | 3  | Michael Hector       | 49'   | 46' |
| FW                  | 8  | Kaheim Dixon         |       | 83' |
| MF                  | 16 | Karoy Anderson       | 90+4' | 83' |
| FW                  | 20 | Renaldo Cephas       |       | 90' |
| Treinador:          |    |                      |       |     |
| Heimir Hallgrímsson |    |                      |       |     |

| Homem do Jogo: Moisés Caicedo Bandeirinhas: Jose Retamal Juan Serrano Quarto árbitro: Yael Falcón Quinto árbitro: Facundo Rodriguez Árbitro assistente de vídeo: Nicolás Gallo Árbitros assistentes de árbitro de vídeo: Derlis López |

### Venezuela x México
| 26 de junho   | Venezuela        | 1 – 0             | México | SoFi Stadium, Inglewood                    |
| 18:00 (UTC−7) | Rondón 57' (pen) | CONMEBOL CONCACAF |        | Público: 72 773 Árbitro: BRA Raphael Claus |

| '' | Venezuela | México | '' |

| GK               | 22 | Rafael Romo           |     |     |
| RB               | 4  | Jon Aramburu          |     |     |
| CB               | 2  | Nahuel Ferraresi      | 35' |     |
| CB               | 3  | Yordan Osorio         |     |     |
| LB               | 15 | Miguel Navarro        | 64' |     |
| CM               | 13 | José Andrés Martínez  |     |     |
| CM               | 6  | Yangel Herrera        |     | 89' |
| RW               | 25 | Eduard Bello          |     | 71' |
| AM               | 7  | Jefferson Savarino    |     | 46' |
| LW               | 10 | Yeferson Soteldo      |     | 82' |
| CF               | 23 | Salomón Rondón        |     | 82' |
| Substituições:   |    |                       |     |     |
| MF               | 18 | Cristian Cásseres Jr. |     | 46' |
| MF               | 11 | Darwin Machís         |     | 71' |
| DF               | 20 | Wilker Ángel          |     | 82' |
| FW               | 9  | Jhonder Cádiz         |     | 82' |
| DF               | 14 | Christian Makoun      |     | 89' |
| Treinador:       |    |                       |     |     |
| Fernando Batista |    |                       |     |     |

| GK             | 1  | Julio González     |     |     |
| RB             | 2  | Jorge Sánchez      |     |     |
| CB             | 3  | César Montes       |     | 46' |
| CB             | 5  | Johan Vásquez      |     |     |
| LB             | 6  | Gerardo Arteaga    |     |     |
| CM             | 7  | Luis Romo          |     |     |
| CM             | 24 | Luis Chávez        |     |     |
| RW             | 15 | Uriel Antuna       |     | 73' |
| AM             | 8  | Carlos Rodríguez   |     | 61' |
| LW             | 9  | Julián Quiñones    |     | 78' |
| CF             | 11 | Santiago Giménez   | 39' | 61' |
| Substituições: |    |                    |     |     |
| DF             | 19 | Israel Reyes       |     | 46' |
| FW             | 22 | Guillermo Martínez |     | 61' |
| FW             | 10 | Alexis Vega        | 64' | 61' |
| FW             | 21 | César Huerta       |     | 73' |
| MF             | 17 | Orbelín Pineda     |     | 78' |
| Treinador:     |    |                    |     |     |
| Jaime Lozano   |    |                    |     |     |

| Homem do Jogo: Salomón Rondón Bandeirinhas: Danilo Manis Rodrigo Correa Quarto árbitro: Wilton Pereira Sampaio Quinto árbitro: Bruno Pires Árbitro assistente de vídeo: Pablo Goncalves Árbitros assistentes de árbitro de vídeo: Eduardo Britos |

### Jamaica x Venezuela
| 30 de junho   | Jamaica | 0 – 3             | Venezuela                            | Q2 Stadium, Austin                            |
| 19:00 (UTC−5) |         | CONMEBOL CONCACAF | Bello 49' · Rondón 56' · Ramírez 85' | Público: 20 240 Árbitro: ITA Maurizio Mariani |

| '' | Jamaica | Venezuela | '' |

| GK                  | 23 | Jahmali Waite      |     |     |
| CB                  | 15 | Joel Latibeaudiere |     | 87' |
| CB                  | 3  | Michael Hector     | 89' |     |
| CB                  | 5  | Ethan Pinnock      |     |     |
| RM                  | 12 | Wes Harding        |     | 67' |
| CM                  | 17 | Damion Lowe        |     |     |
| CM                  | 14 | Kasey Palmer       |     |     |
| LM                  | 21 | Jon Bell           |     |     |
| AM                  | 20 | Renaldo Cephas     |     | 46' |
| AM                  | 7  | Demarai Gray       |     | 88' |
| CF                  | 9  | Michail Antonio    |     | 67' |
| Substituições:      |    |                    |     |     |
| FW                  | 8  | Kaheim Dixon       |     | 46' |
| MF                  | 16 | Karoy Anderson     |     | 67' |
| FW                  | 11 | Shamar Nicholson   |     | 67' |
| DF                  | 4  | Richard King       |     | 87' |
| MF                  | 18 | Alex Marshall      |     | 88' |
| Treinador:          |    |                    |     |     |
| Heimir Hallgrímsson |    |                    |     |     |

| GK               | 22 | Rafael Romo          |    |     |
| RB               | 21 | Alexander González   |    |     |
| CB               | 3  | Yordan Osorio        |    |     |
| CB               | 20 | Wilker Ángel         |    |     |
| LB               | 4  | Jon Aramburu         |    | 81' |
| CM               | 13 | José Andrés Martínez |    |     |
| CM               | 6  | Yangel Herrera       |    | 60' |
| RW               | 25 | Eduard Bello         |    |     |
| AM               | 16 | Telasco Segovia      |    | 74' |
| LW               | 11 | Darwin Machís        | 9' | 60' |
| CF               | 23 | Salomón Rondón       |    | 81' |
| Substituições:   |    |                      |    |     |
| MF               | 10 | Yeferson Soteldo     |    | 60' |
| MF               | 8  | Tomás Rincón         |    | 60' |
| MF               | 24 | Kervin Andrade       |    | 74' |
| FW               | 19 | Eric Ramírez         |    | 81' |
| DF               | 14 | Christian Makoun     |    | 81' |
| Treinador:       |    |                      |    |     |
| Fernando Batista |    |                      |    |     |

| Homem do Jogo: Salomón Rondón Bandeirinhas: Daniele Bindoni Alberto Tegoni Quarto árbitro: Andrés Matonte Quinto árbitro: Miguel Roldán Árbitro assistente de vídeo: Marco Di Bello Árbitros assistentes de árbitro de vídeo: Aleandro Di Paolo |

### México x Equador
| 30 de junho   | México | 0 – 0             | Equador | State Farm Stadium, Glendale               |
| 17:00 (UTC−7) |        | CONMEBOL CONCACAF |         | Público: 62 565 Árbitro: GUA Mario Escobar |

| '' | México | Equador | '' |

| GK             | 1  | Julio González     |       |       |
| RB             | 2  | Jorge Sánchez      | 50'   |       |
| CB             | 3  | César Montes       | 6'    |       |
| CB             | 5  | Johan Vásquez      | 82'   |       |
| LB             | 6  | Gerardo Arteaga    |       | 90+1' |
| DM             | 7  | Luis Romo          |       | 85'   |
| CM             | 17 | Orbelín Pineda     |       | 67'   |
| CM             | 24 | Luis Chávez        | 73'   |       |
| RF             | 21 | César Huerta       |       | 67'   |
| CF             | 11 | Santiago Giménez   |       |       |
| LF             | 9  | Julián Quiñones    |       | 86'   |
| Substituições: |    |                    |       |       |
| FW             | 22 | Guillermo Martínez |       | 67'   |
| FW             | 15 | Uriel Antuna       | 90+4' | 67'   |
| MF             | 14 | Érick Sánchez      |       | 85'   |
| MF             | 16 | Jordi Cortizo      |       | 86'   |
| FW             | 10 | Alexis Vega        |       | 90+1' |
| Treinador:     |    |                    |       |       |
| Jaime Lozano   |    |                    |       |       |

| GK             | 22 | Alexander Domínguez |     |     |
| RB             | 17 | Ángelo Preciado     |     | 90' |
| CB             | 2  | Félix Torres        |     |     |
| CB             | 6  | Willian Pacho       |     |     |
| LB             | 3  | Piero Hincapié      |     |     |
| CM             | 21 | Alan Franco         |     |     |
| CM             | 23 | Moisés Caicedo      | 43' |     |
| AM             | 10 | Kendry Páez         |     | 67' |
| AM             | 16 | Jeremy Sarmiento    |     | 76' |
| CF             | 11 | Kevin Rodríguez     |     | 76' |
| CF             | 13 | Enner Valencia      |     |     |
| Substituições: |    |                     |     |     |
| MF             | 11 | Alan Minda          |     | 67' |
| MF             | 15 | Ángel Mena          |     | 76' |
| MF             | 8  | Carlos Gruezo       |     | 76' |
| DF             | 24 | José Hurtado        |     | 90' |
| Treinador:     |    |                     |     |     |
| Félix Sánchez  |    |                     |     |     |

| Homem do Jogo: Moisés Caicedo Bandeirinhas: Luis Ventura Brooke Mayo Quarto árbitro: Tori Penso Quinto árbitro: Kathryn Nesbitt Árbitro assistente de vídeo: Silvio Trucco Árbitros assistentes de árbitro de vídeo: Rodrigo Carvajal |